# Mesir
Mesir is een bestuurslaag in het regentschap Aceh Timur van de provincie Atjeh, Indonesië. Mesir telt 199 inwoners (volkstelling 2010).